# Moslim Omroep
De Moslim Omroep was een Nederlandse publieke omroep op islamitische grondslag.
De Moslim Omroep was een zogenaamde 2.42-omroep (voorheen 39f-omroep) en maakte tussen 2013 en 2016 programma's zowel voor moslims als over moslims. De Moslim Omroep was een werkstichting van de Stichting Moslimomroep.

## Ontstaan
Op 6 oktober 2009 hieven de Nederlandse Moslim Omroep (NMO) en de Nederlandse Islamitische Omroep zichzelf op. In maart 2010 werd de NMO failliet verklaard. De NMO is de eerste publieke omroep die failliet is gegaan.
De zendtijd voor moslims is vervolgens ingevuld geweest door bestaande publieke omroepen zonder uitgesproken moslim-signatuur.
Per 31 augustus 2013 is de zendtijd (50 minuten per week) gegeven aan de Moslim Omroep die programma's maken in de zendtijd van Stichting Zendtijd Moslims (SZM) voor de duur van twee jaar met iedere week twee programma's: een actualiteitenrubriek en een documentaire. Hierna werd de programmering overgenomen door de NTR.